# Howliet
Het mineraal howliet is een calcium-boor-silicaat-hydroxide, met de chemische formule Ca2B5SiO9(OH)5. Howlietkristallen zijn wit en meestal zwart geaderd. Ze bezitten een monokliene structuur. Howliet komt meestal voor in nodulaire eenheden (massieve mineralen met een geaderd oppervlak).
Het mineraal is noch magnetisch, noch radioactief.

## Naamgeving en ontdekking
Howliet is genoemd naar de Canadese scheikundige, geoloog en mineraloog Henry How, die het mineraal in 1868 ontdekte in Brookvill op Nova Scotia (Canada).

## Toepassingen

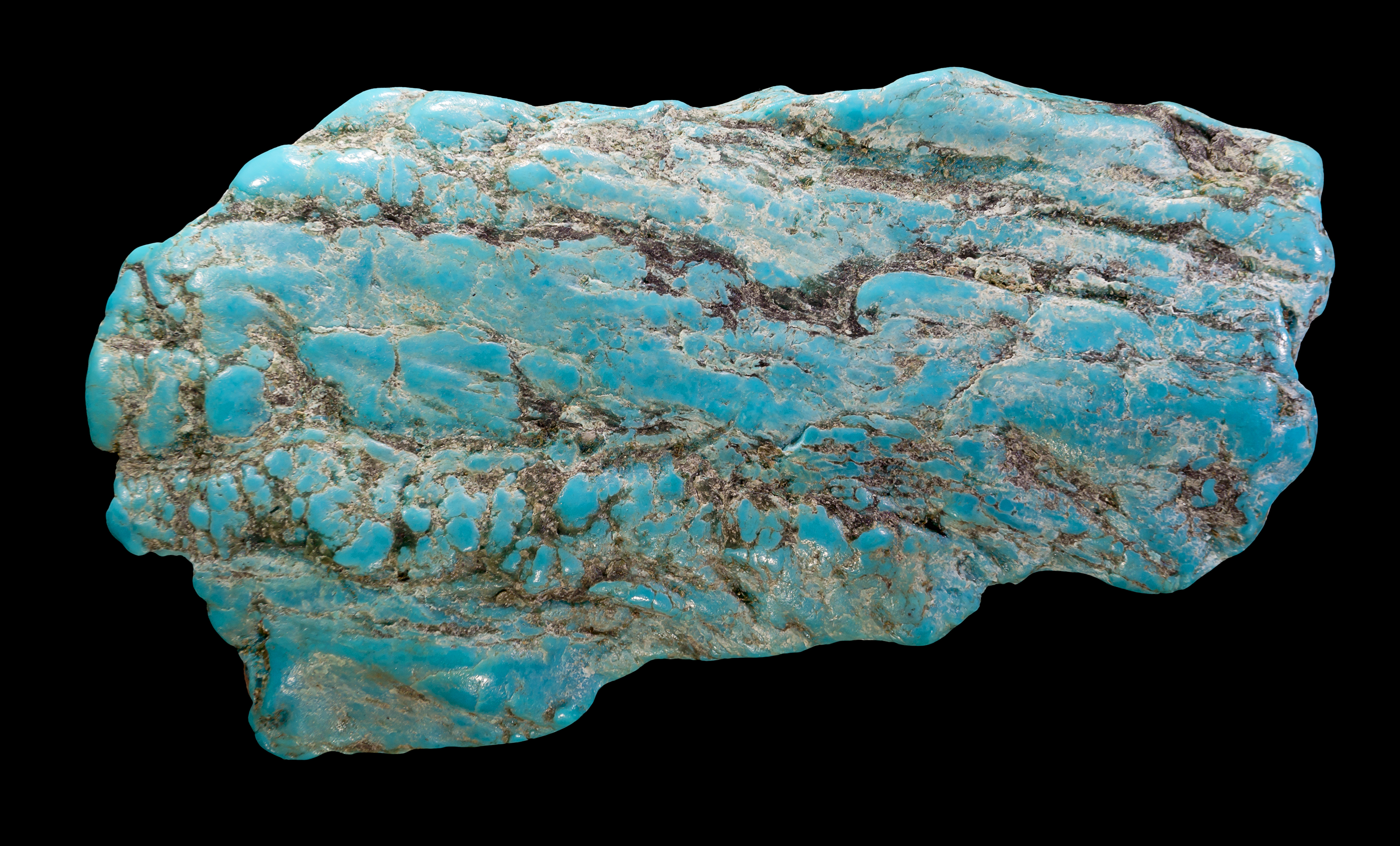
Blauwgeschilderd howliet om turkoois te imiteren.

Howliet wordt veelal gebruikt om juwelen te decoreren. Omwille van de poreuze structuur wordt het veel gekleurd om andere mineralen te imiteren. Dit wordt voornamelijk gedaan om het veel kostbaardere turkoois na te bootsen. Het wordt dan aangeduid met de benaming turqueniet.